# 洪镇铁路
洪镇铁路是中国浙江省宁波市一条铁路线，起点为萧甬铁路宁波北站（原洪塘乡站），终点为镇海港区站，全长30.353公里，于1975年2月18日开工，1977年12月30日完成简易工程运营:349:350，1983年10月31日正式运营:29，由宁波港铁路有限公司运营:370。
洪镇铁路从萧甬铁路宁波北站出发，向东经过江北区和镇海区，终于镇海港区，共设镇海西站、俞范线路所、镇海站、镇海港区站4个车站。此外，镇海站站后出岔形成镇海石化支线，服务镇海炼化和宁波化工区:349:350。